# Río Bârlad
El río Bârlad es un río al este de Rumania, un tributario del río Siret, a su vez afluente del río Danubio. Su longitud total es de 289 km y drena una cuenca de 7.330  km². 
El río atraviesa los distritos rumanos de Neamţ, Vaslui y Galaţi. 

## Geografía
El río Bârlad nace en una zona de colinas bajas, entre el valle del río Siret y el del río Prut, al suroeste del distrito de Iaşi. Fluye en general en dirección sur, atravesando las ciudades de Negresti (10.120 hab. en 2002), Vaslui (70.267 hab.), Bârlad (78.633 hab.) y Tecuci (42.094 hab.). Finalmente desemboca, por su margen izquierda, en el Siret, en su curso bajo, en Lieşti.
Sus principales afluentes son los ríos Tutova (86 km), Berheci, Vasluieţ (81 km) y Crasna (61 km).